# Charte constitutionnelle
Charte constitutionnelle (tj. ústavní listina) byla ústava obnoveného Francouzského království od roku 1814.

## Obsah
Na rozdíl od ústav revolučního období nebyla Charta založena na principu lidové suverenity nebo dohody mezi lidem a panovníkem, ale byla vytvořena Ludvíkem XVIII. při příležitosti jeho nástupu na trůn dne 4. června 1814 na základě jeho monarchistické moci. Programovou preambuli v duchu restaurace v podstatě napsal Jacques Claude Beugnot.
Nicméně panovník byl od té doby vázán ústavou. Zaručovalo to – bez ohledu na apoštolský list Post tam diuturnas vydaný k této příležitosti papežem Piem VII. – ústřední základní práva, jako je rovnost před zákonem, svoboda osobního přesvědčení, svoboda tisku a svoboda náboženského vyznání. Přestože se charta distancovala od principů revoluce, odkazovala ve svém obsahu na politické a administrativní úpravy z let 1789-1814.
Charta představovala základy ústavního systému se silným monarchistickým vedením. Král mohl svobodně jmenovat a odvolávat své ministry, ponechal si kontrolu nad armádou a námořnictvem, svobodu rozhodovat o válce a míru, měl právo uzavírat diplomatické smlouvy a v případě nouze měl dalekosáhlé pravomoci k udržování pořádku.
To bylo v kontrastu s poměrně slabým dvoukomorovým parlamentem. Ten se skládal ze Poslanecké sněmovny a Sněmovny pairů (Chambre des Pairs). Parlament měl právo schvalovat daně a zákony. Ministři byli odpovědní parlamentu. Pairové, jakožto členové jakési horní komory, zastávali dědičnou funkci nebo byli jmenováni králem na doživotí. Poslanci byli zvoleni. Volební právo však bylo volebním censem silně omezeno. Volební právo bylo založeno na censu ve výši 300 franků ročně. Celkem mělo ve Francii právo volit pouze asi 100 000 lidí. Pasivní volební právo činilo 1000 franků a vyžadovalo věk 40 let. Pasivní volební právo mělo pouze 15 000 lidí.
Slabinou parlamentu bylo také to, že král měl právo jej svolávat, odročovat a rozpouštět. Legislativní iniciativa také ležela na králi.
Po krátkém období Sta dnů a revidované císařské ústavy zůstala Charte constitutionnelle v platnosti až do červencové revoluce v roce 1830. Následně byla nahrazena ústavou stejného jména. Tato se od první verze lišila jen v několika bodech. Například byl zrušen článek o nouzových situacích. Kromě toho nyní parlament, vedle krále, získal rovněž právo iniciovat legislativní návrhy. Dalším rozdílem bylo, že se nyní zakládala na dohodě mezi králem Ludvíkem Filipem I. a lidem. Volební a pasivní právo zůstalo přísně omezené. Ústava červencové monarchie zůstala v platnosti až do únorové revoluce v roce 1848.
Charta sloužila v první polovině 19. století jako vzor umírněnému liberálnímu hnutí. Naproti tomu odhodlaní liberálové se více orientovali na španělskou ústavu z Cádizu z roku 1812.